# Beatrix Potter Gallery
Beatrix Potter Gallery est une galerie dirigée par le National Trust situé à Hawkshead.